# Danh sách địa điểm tổ chức Hoa hậu Trái Đất
Dưới đây là danh sách các ấn bản các năm và thông tin về cuộc thi Hoa hậu Trái Đất.

## Danh sách các địa điểm tổ chức Hoa hậu Trái Đất
| Năm  | Ấn bản | Chiến thắng                            | Ngày        | Địa điểm tổ chức                                                                        | Quốc gia                   | Tham gia |
| ---- | ------ | -------------------------------------- | ----------- | --------------------------------------------------------------------------------------- | -------------------------- | -------- |
| 2001 | Thứ 01 | Đan Mạch                               | 28 tháng 10 | Nhà hát Trường Đại học Philippines, Quezon, Manila                                      | Philippines                | 42       |
| 2002 | Thứ 02 | Bosna và Hercegovina (Tước vương miện) | 29 tháng 10 | Trung tâm Văn hóa Philippines, Pasay, Manila                                            | Philippines                | 53       |
| 2002 | Thứ 02 | Kenya (Thay thế)                       | 29 tháng 10 | Trung tâm Văn hóa Philippines, Pasay, Manila                                            | Philippines                | 53       |
| 2003 | Thứ 03 | Honduras                               | 9 tháng 11  | Nhà hát Trường Đại học Philippines, Quezon, Manila                                      | Philippines                | 57       |
| 2004 | Thứ 04 | Brazil                                 | 24 tháng 10 | Nhà hát Trường Đại học Philippines, Quezon, Manila                                      | Philippines                | 61       |
| 2005 | Thứ 05 | Venezuela                              | 23 tháng 10 | Nhà hát Trường Đại học Philippines, Quezon, Manila                                      | Philippines                | 80       |
| 2006 | Thứ 06 | Chile                                  | 26 tháng 11 | Viện Bảo tàng Quốc gia, Manila                                                          | Philippines                | 82       |
| 2007 | Thứ 07 | Canada                                 | 11 tháng 11 | Nhà hát Trường Đại học Philippines, Quezon, Manila Khu du lịch Vinpearl Land, Nha Trang | Philippines · Việt Nam     | 88       |
| 2008 | Thứ 08 | Philippines                            | 9 tháng 11  | Trung tâm Triển lãm Clark Expo, Angeles, Pampanga                                       | Philippines                | 85       |
| 2009 | Thứ 09 | Brazil                                 | 22 tháng 11 | Trung tâm hội nghị và khu nghỉ dưỡng Boracay Ecovillage, Boracay                        | Philippines                | 80       |
| 2010 | Thứ 10 | Ấn Độ                                  | 4 tháng 12  | Sân khấu Nhạc nước Vinpearl, Nha Trang, Khánh Hòa                                       | Việt Nam                   | 84       |
| 2011 | Thứ 11 | Ecuador                                | 3 tháng 12  | Nhà hát Trường Đại học Philippines, Quezon, Manila                                      | Philippines                | 84       |
| 2012 | Thứ 12 | Cộng hòa Séc                           | 24 tháng 11 | Versailles Palace, Muntinlupa                                                           | Philippines                | 80       |
| 2013 | Thứ 13 | Venezuela                              | 7 tháng 12  | Versailles Palace, Muntinlupa                                                           | Philippines                | 88       |
| 2014 | Thứ 14 | Philippines                            | 29 tháng 11 | Nhà hát Trường Đại học Philippines, Quezon, Manila                                      | Philippines                | 85       |
| 2015 | Thứ 15 | Philippines                            | 5 tháng 12  | Trung tâm sự kiện Marx Halle, Viên                                                      | Áo                         | 86       |
| 2016 | Thứ 16 | Ecuador                                | 29 tháng 10 | Khu thương mại Asia Arena, Pasay, Manila                                                | Philippines                | 83       |
| 2017 | Thứ 17 | Philippines                            | 4 tháng 11  | Khu thương mại Asia Arena, Pasay, Manila                                                | Philippines                | 85       |
| 2018 | Thứ 18 | Việt Nam                               | 3 tháng 11  | Khu thương mại Asia Arena, Pasay, Manila                                                | Philippines                | 87       |
| 2019 | Thứ 19 | Puerto Rico                            | 26 tháng 10 | Khách sạn Okada Manila, Parañaque                                                       | Philippines                | 85       |
| 2020 | Thứ 20 | Hoa Kỳ                                 | 29 tháng 11 | Trực tuyến                                                                              | Không có quốc gia đăng cai | 84       |
| 2021 | Thứ 21 | Belize                                 | 21 tháng 11 | Trực tuyến                                                                              | Không có quốc gia đăng cai | 80       |
| 2022 | Thứ 22 | Hàn Quốc                               | 29 tháng 11 | Khách sạn Okada Manila, Parañaque                                                       | Philippines                | 85       |
| 2023 | Thứ 23 | Albania                                | 22 tháng 12 | Quảng trường Diamond, Khu Đô thị Vạn Phúc, Thành phố Thủ Đức, Thành phố Hồ Chí Minh     | Việt Nam                   | 85       |
| 2024 | Thứ 24 | Úc                                     | 9 tháng 11  | Khách sạn Okada Manila, Parañaque                                                       | Philippines                | 76       |

## Số lần tổ chức của các quốc gia và vùng lãnh thổ
| Quốc gia/Vùng lãnh thổ | Số lần | Năm                                         |
| ---------------------- | ------ | ------------------------------------------- |
| Philippines            | 18     | 2001–2009, 2011–2014, 2016–2019, 2022, 2024 |
| Việt Nam               | 3      | 2007[A], 2010, 2023                         |
| Áo                     | 1      | 2015                                        |

A  Tổ chức một phần cuộc thi.